# Beat Heinrich Bolli
Beat Heinrich Bolli (* 21. Mai 1858 in Beringen; † 15. September 1938 in Neuhausen am Rheinfall) war ein Schweizer Rechtsanwalt, Politiker und Diplomat.

## Biografie
Der Sohn eines Schuhmachers besuchte das Gymnasium in Schaffhausen, studierte Recht in Heidelberg, München und Berlin und beendete seine Studien in Aix-en-Provence. Er wurde für ein Jahr Volontär im Advokaturbüro Hermann Freuler in Schaffhausen, um dann 1881 als Obergerichtsschreiber und Verhörrichter für die nächsten fünf Jahre tätig zu werden. 1884 wurde er in den Stadtrat gewählt. 1892 konnte er einen ersten schwierigen Fall, den Mordfall von Löhningen, erfolgreich abschliessen, zum Einsatz kamen allerdings althergebrachte Methoden durch den Hagenschwanz. 1906 wurde er als Vertreter des Kantons Schaffhausen in den Ständerat gewählt und war 1917 Präsident des Ständerates. 1907 legte er auf Antrag der Kantonsregierung eine neue Strafprozessordnung für den Kanton Schaffhausen vor, die angenommen wurde. 1924 erhielt er den Ehrendoktortitel der Universität Basel.
Als angesehener selbständiger Anwalt wurde er 1924 Delegierter des Völkerbundes in Genf. Seinen Ruhestand verbrachte er in der Villa Liebenfels. Er besass eine Bibliothek, sein Exlibris schuf Arnold Böcklin.